# Новий Варош
Новий Варош (хорв. Novi Varoš) — населений пункт у Хорватії, у Бродсько-Посавській жупанії у складі громади Стара Градишка.

## Населення
Населення за даними перепису 2011 року становило 204 осіб.
Динаміка чисельності населення поселення:

## Клімат
Середня річна температура становить 11,38 °C, середня максимальна – 26,22 °C, а середня мінімальна – -5,97 °C. Середня річна кількість опадів – 922 мм.
| Клімат поселення                              | Клімат поселення | Клімат поселення | Клімат поселення | Клімат поселення | Клімат поселення | Клімат поселення | Клімат поселення | Клімат поселення | Клімат поселення | Клімат поселення | Клімат поселення | Клімат поселення | Клімат поселення |
| Показник                                      | Січ.             | Лют.             | Бер.             | Квіт.            | Трав.            | Черв.            | Лип.             | Серп.            | Вер.             | Жовт.            | Лист.            | Груд.            |                  |
| Середній максимум, °C                         | 6,74             | 8,99             | 13,38            | 17,98            | 23,03            | 26,22            | 25,59            | 24,69            | 20,94            | 15,84            | 10,26            | 6,02             |                  |
| Середня температура, °C                       | 0,38             | 2,64             | 7,02             | 11,62            | 16,69            | 19,88            | 21,43            | 20,50            | 16,77            | 11,68            | 6,10             | 1,84             |                  |
| Середній мінімум, °C                          | −5,97            | −3,7             | 0,68             | 5,29             | 10,34            | 13,52            | 17,27            | 16,34            | 12,60            | 7,51             | 1,92             | −2,33            |                  |
| Норма опадів, мм                              | 59               | 54               | 64               | 79               | 82               | 99               | 85               | 85               | 74               | 82               | 87               | 72               |                  |
| Середньомісячна швидкість вітру, м/с          | 1.58             | 1.80             | 2.17             | 2.10             | 1.90             | 1.80             | 1.70             | 1.60             | 1.53             | 1.57             | 1.60             | 1.60             |                  |
| Середньомісячна сонячна радіація, кДж/м²·день | 4380             | 7192             | 11058            | 15419            | 19717            | 21909            | 22967            | 20303            | 15038            | 9271             | 4919             | 3623             |                  |
| --------------------------------------------- | ---------------- | ---------------- | ---------------- | ---------------- | ---------------- | ---------------- | ---------------- | ---------------- | ---------------- | ---------------- | ---------------- | ---------------- | ---------------- |
| Джерело:                                      |                  |                  |                  |                  |                  |                  |                  |                  |                  |                  |                  |                  |                  |